# Páva utcai zsinagóga
A Páva utcai zsinagóga egy 20. század első felében a magyar zsinagógaépítészet jelentős alakja, Baumhorn Lipót által tervezett, napjainkban a mellette kialakított Holokauszt Dokumentációs Központ és Emlékhellyel múzeumként működő budapesti zsinagóga.

## Története
A Budapest Józsefvárosi zsidóság az 1910-es években egy új, nagy méretű zsinagóga felépítését tűzte ki célul. A Páva utca és a Tűzoltó utca sarkán álló (Budapest, Páva u. 39, 1094), Belatini Braun Géza gyáros által felajánlott telken Román Miklós, az aszódi zsinagóga tervezője el is készített egy tervet, azonban az 1914–1918 közötti első világháború miatt ez nem valósult meg. 1923-ban ismét napirendre került a kérdés, és a magyar zsinagógaépítészet nagy öregje, Baumhorn Lipót új tervet készített. Ez alapján 1924 januárjára fel is épült a zsinagóga. 
Az épült 1700 ember befogadására alkalma, kezelését a Pesti Izraelita Hitközség látta el. Az Egyenlőség folyóirat 1926. április 17-i száma mutatta be a szélesebb közönségnek az új zsinagóga belső terét: „A dús és amellett mégis decensen alkalmazott aranyozás mellett a három hagyományos zsidó színből van megalkotva a gazdag architektonikus festés: kék, fehér, sárga színekből. A festés stílusa romanizáló: a középkori festészetben gyakran használt függönydrapéria itt a szentély apszisában gyönyörű hatással jut alkalmazásra a falak motívumaival; a női karzat mellvédjén a tagolt mezők makkabeus liliomokkal vannak teleszórva és a szentélyapszist flankírozó kék pillér  a salamoni templom két oszlopát jelképezi, a hagyomány szerint héber betűjelzéssel. A szentély nagy ívezetén a zsidó etikának hatalmas jelmondata ragyog: »Szeresd felebarátodat, mint önmagadat« héber és magyar szöveggel. A festés összes motívumait legkisebb részleteiben is Baumhorn Lipót műépítész tervezte és rajzolta.”
Az épületben az 1980-as években a helyi izraelita vallási körzet irodája és kultúrterme működött, míg a téli imaterem vallási funkciókat töltött be. Közvetlen környezetében került kialakításra a Holokauszt Dokumentációs Központ és Emlékhely modern épülete.

## Képtár
- Az épület felülnézetből
- Tűzoltó utcai homlokzat
- Apszis
- Karzat
- Mennyezet
- Üvegablakok
- Csillár
- A zsinagóga udvarán kialakított más stílusú emlékhely

## Egyéb
- Film a zsinagógáról